# النزهة العليا

تعديل مصدري - تعديل

النزهة العليا هي إحدى حارات حي الظهار بمدينة إب اليمنية، بلغ تعداد سكانها 238 نسمة حسب تعداد اليمن لعام 2004.